# Svenstrup (Aalborg)
Svenstrup is een plaats in de Deense regio Noord-Jutland, gemeente Aalborg. Het is een plaats iets ten zuiden van de stad Aalborg en telt 6675 inwoners (2010).

## Geboren
- Nicklas Helenius Jensen (1991), voetballer